# Delphinium iris
Delphinium iris là một loài thực vật có hoa trong họ Mao lương. Loài này được Ilarslan & Kit Tan mô tả khoa học đầu tiên năm 1990.